# Кутін
Кутін (рум. Cutin) — село у повіті Хунедоара в Румунії. Входить до складу комуни Пестішу-Мік.
Село розташоване на відстані 302 км на північний захід від Бухареста, 13 км на південний захід від Деви, 125 км на південний захід від Клуж-Напоки, 119 км на схід від Тімішоари.

## Населення
За даними перепису населення 2002 року у селі проживали 35 осіб, усі — румуни. Усі жителі села рідною мовою назвали румунську.